# إديسون ميراندا
إديسون ميراندا (بالإسبانية: Edison Miranda)‏ (7 يناير 1981 في كولومبيا - ) هو ملاكم كولومبي، صنّف ضمن فئة الوزن المتوسط السوبر ‏ ووزن الكروزر (ملاكمة) والوزن المتوسط.

## إحصائيات
خاض خلال مسيرته 46 نزالا، فاز في 36 وخسر في 10. فاز بالضربة القاضية في 31 نزالا.

## روابط خارجية
- إديسون ميراندا على موقع بوكس ريك (الإنجليزية) (registration required)